# معرض الأنمي السعودي
معرض الأنمي السعودي 2022 هو معرض يضم شخصيات عالم الأنمي الياباني، أقيم في واجهة الرياض في الفترة ما بين 27 و29 أكتوبر 2022، أعلن عنه رئيس مجلس إدارة الهيئة العامة للترفيه تركي آل الشيخ ضمن فعاليات موسم الرياض 2022 والذي انطلق في 21 أكتوبر 2022.

## فعاليات المعرض
استمرت فعاليات المعرض ثلاثة أيام يقدم فيها أكثر من 30 تجربةً لأفضل وأشهر عروض الأنمي، تحتوى كل واحدة منها على أنشطة ترفيهية تستهدف محبي الأنمي، وأقيمت في المعرض عروضًا يومية، تضم أحدث أفلام الأنمي في قاعة مصممة خصيصًا لمشاهدة الأفلام، إضافةً لمسرح العروض الحية الذي يؤدي فيه مشاهير الأنمي عروضًا مقتبسة من حفلات غنائية وحوارات ومناقشات مع منتجي الأنمي والممثلين الصوتيين، بجانب عروض ومسابقات الكوزبلاي المتعددة، وضم المعرض عدة مقاهٍ ومطاعم يمكن من خلالها لزواره تناول الوجبات اليابانية، كما أتيح زيارة متجر الأنمي الذي ضم سلعًا ومنتجات أصلية مختلفة لشخصيات الأنمي المتعددة.

## مواعيد المعرض
افتتح المعرض يوم الخميس 27 أكتوبر بدءًا من الساعة الرابعة مساءً وحتى الثانية عشرة صباحًا، فيما استقبل الزوار يومي الجمعة والسبت من الثالثة عصرًا حتى الثانية عشرة.